# Chappie
Pour plus de détails, voir Fiche technique et Distribution.
Chappie est un film de science-fiction américain réalisé par Neill Blomkamp et sorti en 2015. Neill Blomkamp, qui coécrit le scénario avec Terri Tatchell, adapte ici son propre court métrage Tetra Vaal.
Le film se déroule dans un futur proche à Johannesbourg. La ville est désormais surveillée par des robots policiers. Deon Wilson, un ingénieur en robotique, insuffle une intelligence artificielle à un robot policier désactivé. Ce robot, plus tard baptisé Chappie, devient la cible de criminels et du collègue rival de Deon, Vincent. Face à une ville en proie au chaos, Chappie doit lutter pour sa survie et son identité.
Le film reçoit des critiques globalement négatives. Malgré des résultats convenables au box-office, il ne répond pas aux attentes du studio et les projets de suite sont annulés.

## Synopsis
Dans un futur proche à Johannesbourg, la criminalité atteint des niveaux alarmants. La police utilise des robots policiers SCOUT pour maintenir l'ordre. Ces robots, fabriqués par l'entreprise Tetravaal Tactical Robotics, jouent un rôle crucial dans la lutte contre la criminalité. Deon Wilson (Dev Patel), un ingénieur en robotique travaillant pour Tetravaal, conçoit un programme d'intelligence artificielle révolutionnaire capable d'apprendre et de fonctionner de manière autonome. Cependant, Michelle Bradley (Sigourney Weaver), la directrice de Tetravaal, refuse de lui permettre de tester cette nouvelle IA sur l'un des robots policiers de l'entreprise.
Déterminé à poursuivre ses recherches, Deon vole en secret un robot policier endommagé, SCOUT-22, destiné à être mis au rebut. Sur le chemin du retour, il est kidnappé par une bande de criminels composée de Ninja (Watkin Tudor Jones), Yolandi (Yolandi Visser), et Amerika (Jose Pablo Cantillo), qui le menacent de mort s'il ne reprogramme pas le robot pour qu'il les aide dans leurs activités criminelles. Deon installe alors son nouveau logiciel dans le robot endommagé, qui réagit avec une terreur enfantine lorsqu'il s'active. Deon et Yolandi parviennent à calmer le robot, lui apprennent des mots, et le nomment « Chappie ». Bien que Deon souhaite rester avec le robot pour superviser son développement, Ninja le force à quitter leur cachette.
La bande de Ninja doit rembourser une dette de 20 millions de rands à un puissant gangster nommé Hippo. Yolandi voit en Chappie un enfant qu'elle veut materner, tandis que Ninja s'impatiente face à son développement, en raison du délai pour la dette et de la batterie endommagée devenue irremplaçable de Chappie, qui ne lui laisse que quelques jours à vivre. Pour accélérer l'apprentissage de Chappie, Ninja le laisse seul dans un quartier dangereux, où il est blessé par des voyous. Chappie est suivi par Vincent Moore (Hugh Jackman), un ancien militaire de Tetravaal qui veut saboter les robots policiers pour promouvoir son propre projet de robot militaire, le MOOSE. Vincent parvient à extraire une clé de sécurité pour ses propres besoins, tandis que Chappie, traumatisé, s'échappe et retourne à la cachette. Yolandi réprimande Ninja pour avoir maltraité Chappie, mais Ninja réussit à regagner la confiance du robot en l'entraînant au combat et au maniement des armes.
Trompé par Ninja et Amerika, Chappie vole des voitures, croyant que l'argent récolté servira à remplacer son corps mourant. Pendant ce temps, Vincent utilise la clé de sécurité pour télécharger un virus qui désactive tous les robots policiers, y compris Chappie. Les criminels de Johannesburg commencent immédiatement à semer le chaos dans les rues. Deon amène Chappie à l'usine Tetravaal pour le réparer. Après avoir été redémarré, Chappie remarque un casque utilisé pour contrôler MOOSE et s'en empare. De retour à la cachette, il le modifie pour lui permettre de transférer sa conscience dans un ordinateur, afin de pouvoir changer de corps lorsque le sien mourra, et le teste sur Yolandi.
La bande de Ninja utilise Chappie pour attaquer un fourgon de police et voler de l'argent, ce qui attire l'attention des médias et de Tetravaal. Lorsque Chappie découvre que le plan de Ninja pour obtenir un nouveau corps était un mensonge, il se prépare à le tuer pour sa trahison. Cependant, Deon arrive pour les avertir que Michelle Bradley a ordonné la destruction de Chappie. À ce moment-là, le robot MOOSE, contrôlé à distance par Vincent, est envoyé pour tuer Deon et Chappie à leur cachette, tandis qu'Hippo arrive pour récupérer sa dette. Amerika et Hippo sont tués dans la bataille qui s'ensuit, et Deon est mortellement blessé. Alors que Ninja est sur le point d'être tué, Yolandi se sacrifie pour le sauver, et Chappie détruit MOOSE avec une bombe.
Furieux de la mort de Yolandi, Chappie emmène Deon à l'usine, envahit un bureau et bat Vincent jusqu'à ce qu'il soit presque mort. Il transfère ensuite la conscience de Deon, mourant, dans un robot de rechange grâce au casque MOOSE modifié. Alors que la batterie de Chappie s'épuise, Deon, désormais sous forme de robot, transfère sans fil la conscience de Chappie dans un robot policier désactivé à proximité. Deon et Chappie se cachent ensuite, alors que la police cesse son contrat avec Tetravaal. Ninja découvre une clé USB marquée « Sauvegarde du test de conscience de Maman », contenant une copie de la conscience de Yolandi que Chappie avait réalisée lors de ses tests. Alors que le corps de Yolandi est enterré, Chappie pirate l'usine de fabrication de Tetravaal, où les robots industriels commencent à fabriquer un robot à l'image de sa mère adoptive.

## Fiche technique
Sauf indication contraire, les informations mentionnées dans cette section peuvent être confirmées par la base de données cinématographiques IMDb,  présente dans la section « Liens externes ».
- Titre original et français : Chappie
- Réalisation : Neill Blomkamp
- Scénario : Neill Blomkamp et Terri Tatchell, d'après le court métrage Tetra Vaal
- Direction artistique : Jules Cook
- Décors : Jonathan Hely-Hutchinson et Emilia Roux
- Costumes : Diana Cilliers
- Photographie : Trent Opaloch
- Montage : Julian Clarke et Mark Goldblatt
- Musique : Hans Zimmer
  - Musique additionnelle : Steve Mazzaro et Andrew Kawczynski
- Production : Simon Kinberg
- Sociétés de production : Media Rights Capital ; Alpha Core, Simon Kinberg Productions, Sony Pictures Entertainment et TriStar Pictures (coproductions)
- Société de distribution : Columbia Pictures
- Budget : 49 000 000 $[1]
- Pays de production :  États-Unis
- Langues originales : anglais, afrikaans
- Format : couleur
- Genre : science-fiction, action, dystopie
- Durée : 120 minutes
- Dates de sortie[2] :
  - Belgique, France, Suisse romande : 4 mars 2015
  - Canada, États-Unis : 6 mars 2015
- Classification :
  - France : Avertissement ; des scènes, des images ou des propos peuvent heurter la sensibilité du jeune public

## Distribution
- Dev Patel (VF : Juan Llorca ; VQ : Hugolin Chevrette-Landesque) : Deon Wilson
- Sharlto Copley (VF : Thomas Roditi ; VQ : Xavier Dolan) : Chappie (voix et capture de mouvement) / un officier de police (caméo)[3]
- Watkin Tudor Jones (VF : Vincent Barazzoni ; VQ : Philippe Martin) : Ninja
- Yolandi Visser (VF : Jade Jonot ; VQ : Rachel Graton) : Yolandi
- Jose Pablo Cantillo (VF : Benjamin Penamaria ; VQ : Patrice Dubois) : Yankie « Americano »
- Hugh Jackman (VF : Jérémie Covillault ; VQ : Daniel Picard) : Vincent Moore
- Sigourney Weaver (VF : Tania Torrens ; VQ : Anne Caron) : Michelle Bradley
- Brandon Auret (VF : Frédéric Souterelle ; VQ : Manuel Tadros) : Hippo

Sources et légendes : version française (VF) sur RS Doublage et selon le carton du doublage français cinématographique ; version québécoise (VQ) sur Doublage.qc.ca

## Production

### Genèse et développement
Neill Blomkamp adapte ici son propre court métrage Tetra Vaal, sorti en 2003,. Le réalisateur avait déjà adapté un autre de ses courts métrages, Alive in Joburg, pour son premier long métrage, District 9.
Comme pour District 9, Neill Blomkamp écrit le scénario avec sa compagne Terri Tatchell.

### Attribution des rôles
C'est la troisième fois que Neill Blomkamp dirige Sharlto Copley et Brandon Auret, après District 9 et Elysium. Si dans les deux précédents films, Sharlto Copley tenait des rôles traditionnels, l'acteur réalise la capture de mouvement pour le personnage de Chappie. Le producteur Simon Kinberg explique : « Chappie prend vie grâce à l’interprétation de Sharlto, c’est ce qui le rend aussi humain, triste, touchant et vulnérable. Son langage corporel et sa voix sont le fruit du travail de Sharlto. La manière dont les yeux, les oreilles et évidemment le corps du robot bougent a été dictée par sa performance d’acteur ».
Yolandi Visser et Ninja, qui incarnent respectivement leur propre rôle, sont les membres du groupe de rap-rave Die Antwoord. Plusieurs de leurs chansons sont présentes dans le film.

### Tournage
Le tournage de Chappie débute en octobre 2013 à Johannesbourg en Afrique du Sud,. Il s'achève en février 2014. Des reshoots ont ensuite lieu à Vancouver en avril 2014.
Sur le plateau, Sharlto Copley réalise la capture de mouvement pour le personnage de Chappie : « Je portais une cuirasse pour avoir les mêmes proportions que Chappie. […] Je portais également une combinaison grise bardée de marqueurs pour les animateurs, mais elle était très moulante et les gangsters ne portent pas de vêtements moulants ! […] Je desserrais ma ceinture et faisais descendre mon short sur mes fesses. C’est le moyen que j’ai trouvé pour passer de l’acteur en justaucorps gris au robot gangster ! Et puis ça m’a aussi aidé à créer les bons mouvements ».

## Bande originale
La musique de film est composée par Hans Zimmer, épaulé par Steve Mazzaro et Andrew Kawczynski. Plusieurs autres chansons présentes dans le film n'apparaissent pas sur l'album. On peut entendre plusieurs titres du groupe Die Antwoord, dont deux membres jouent dans le film.
Liste des titres
1. It's a Dangerous City - 2:09
2. The Only Way Out of This - 4:59
3. Use Your Mind - 4:05
4. A Machine That Thinks and Feels - 3:03
5. Firmware Update - 3:52
6. Welcome To the Real World - 3:53
7. The Black Sheep - 4:29
8. Indestructible Robot Gangster #1 - 3:11
9. Breaking the Code - 4:49
10. Rudest Bad Boy In Joburg - 2:41
11. You Lied to Me - 4:07
12. Mayhem Downtown - 3:57
13. The Outside is Temporary - 3:09
14. Never Break a Promise - 7:44
15. We Own This Sky - 4:20
16. Illest Gangsta on the Block - 2:45

## Accueil

### Critique
Le film est bien accueilli en France avec une note de 3,7 sur Allociné mais est très mal accueilli aux États-Unis avec un pourcentage sur Rotten Tomatoes de 32% d'avis positifs sur 225 critiques.

### Box-office
| Pays ou région    | Box-office      | Date d'arrêt du box-office | Nombre de semaines |
| ----------------- | --------------- | -------------------------- | ------------------ |
| États-Unis Canada | 31 569 268 $    | 23 mars 2015               |                    |
| France            | 602 360 entrées | 23 mars 2015               |                    |
| Mondial           | 102 811 889 $   | 23 mars 2015               |                    |

## Analyse